# Melvin Schwartz
Melvin Schwartz (Nova Iorque, 2 de novembro de 1932 — Twin Falls, 28 de agosto de 2006) foi um físico estadunidense.
Compartilhou o Nobel de Física de 1988 com Leon Max Lederman e Jack Steinberger.
Cresceu em Nova Iorque, na Grande Depressão, e foi estudar na Bronx High School of Science.
Bacharelou-se em 1953 e recebeu seu doutorado em 1958 na Universidade Columbia, onde o Prêmio Nobel Isidor Isaac Rabi era o chefe do departamento de física. Schwartz se tornou um professor assistente em Columbia, em 1958. Foi promovido a professor associado em 1960 e Professor Catedrático em 1963. Tsung-Dao Lee, um colega de Columbia que havia ganho recentemente prêmio Nobel aos trinta anos, inspirou o experimento Schwartz para a qual recebeu seu Nobel. Schwartz e os seus colegas realiaram os experimentos que levaram a ganhar o Prémio Nobel, no início dos anos de 1960, quando os três formavam o corpo docente de Columbia. O experimento foi realizado na Brookhaven National Laboratory.
Em 1966, após 17 anos em Columbia, se mudou para o oeste, a Universidade de Stanford, onde trabalho com o acelerador de partículas e investigando sobre a assimetria da carga de kaóns neutros. Também trabalhou em um projeto de produção e detectação de hidrogênio relativístico nas partículas de píon e múon. Na década de 1970 fundou e se tornou presidente da Digital Pathways. Em 1991 tornou-se director associado de Associate Director of High Energy and Nuclear Physics, em Brookhaven National Laboratory. Ao mesmo tempo, ele aderiu ao corpo docente como professor de Física da Universidade de Columbia. II Rabi se tornou professor de Física em 1994 e Professor Emérito em 2000. Morreu em 28 de agosto de 2006 em Twin Falls, Idaho, após lutar contra as doenças de Parkinson e da hepatite C.